# Route en corniche
Route en balcon

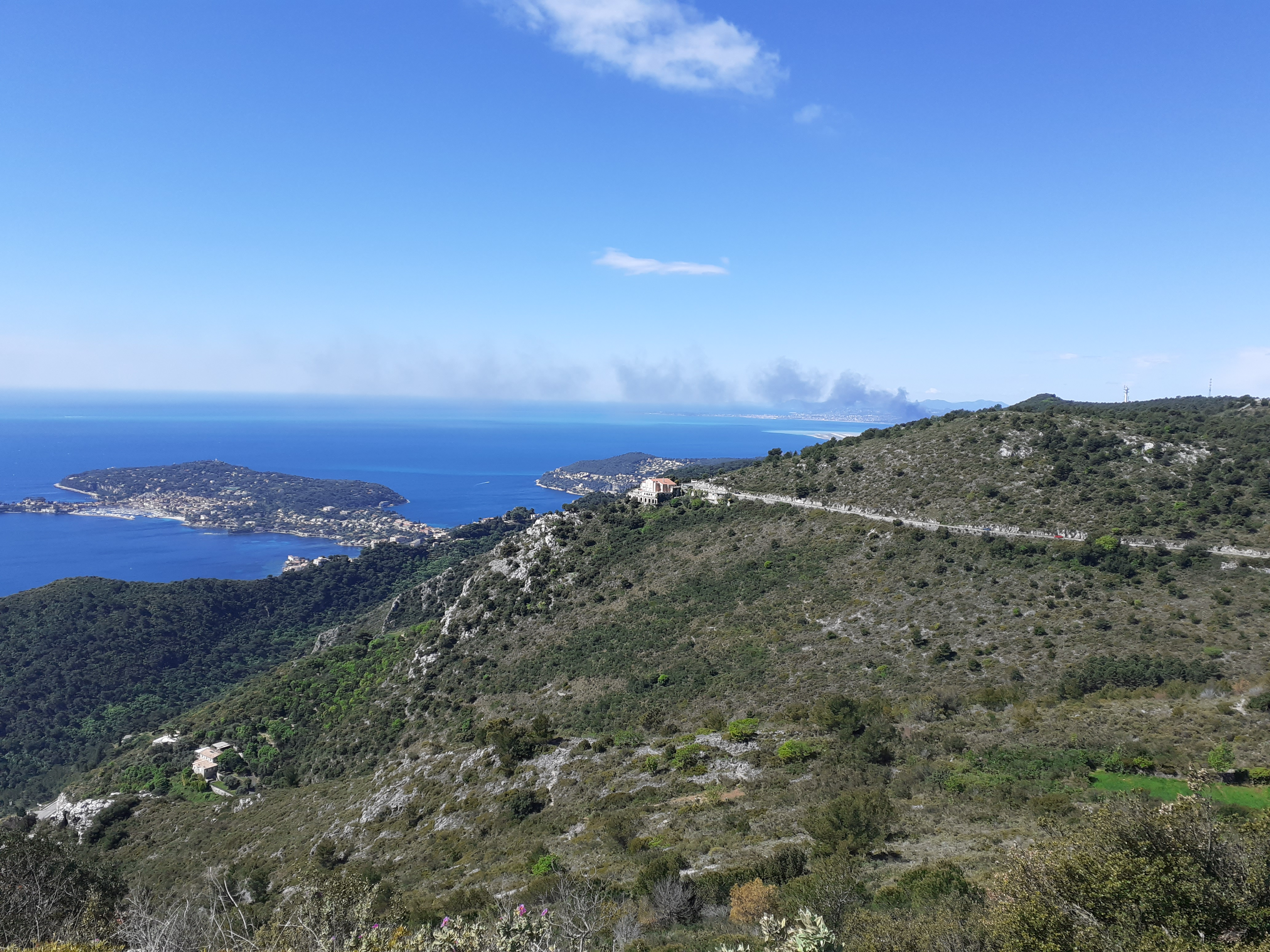
La Grande Corniche dans les Alpes-Maritimes en France ; au loin, le cap Ferrat.

Une route en corniche ou route en balcon désigne une route en surplomb notable au-dessus de la mer ou d'une vallée. Il s'agit généralement d'un surnom plus ou moins informel donné en tout ou partie à certaines routes, justifiant ainsi d'une prouesse d'ingénierie ou d'un intérêt touristique.
C'est le cas :
- de la route en corniche, portion de la route nationale 1 édifiée en remblai sur l'océan Indien, à La Réunion, en France ;
- des Trois Corniches, Basse, Moyenne et Grande, ensemble de routes parallèles reliant à différentes altitudes Nice à Monaco au-dessus de la mer Méditerranée, dans les Alpes-Maritimes, en France ;
- de la corniche d'Or ou corniche de l’Estérel, une portion de la route départementale 98 et de la route départementale 6098 au-dessus de la mer Méditerranée, dans le Var et les Alpes-Maritimes, en France ;
- de la corniche du Président-John-Fitzgerald-Kennedy, une voie de la ville de Marseille au-dessus de la mer Méditerranée, dans les Bouches-du-Rhône, en France ;
- de la Corniche Sublime, portion de la route départementale 71 sur la rive gauche du Verdon et dominant son canyon, dans le Var, en France ;
- de la Corniche des Cévennes, le nom touristique de la route départementale 9 dans les Cévennes, dans le département de la Lozère, en France.

## Dans la culture
La route en corniche est une chanson séga de Michel Admette, chanteur réunionnais, ayant pour thème la route du Littoral.